# Этилдихлорарсин
Этилдихлорарсин — боевое отравляющее вещество кожно-нарывного действия. При поражении немедленно возникает раздражение кожных покровов, вскоре переходящее в волдыри и нарывы.
Смертельная концентрация этилдихлорарсина в воздухе ЛД50 = 3 мг·мин/л.